# Armenische Apostolische Kirche

Offizielle Standarte der armenisch-apostolischen Kirche

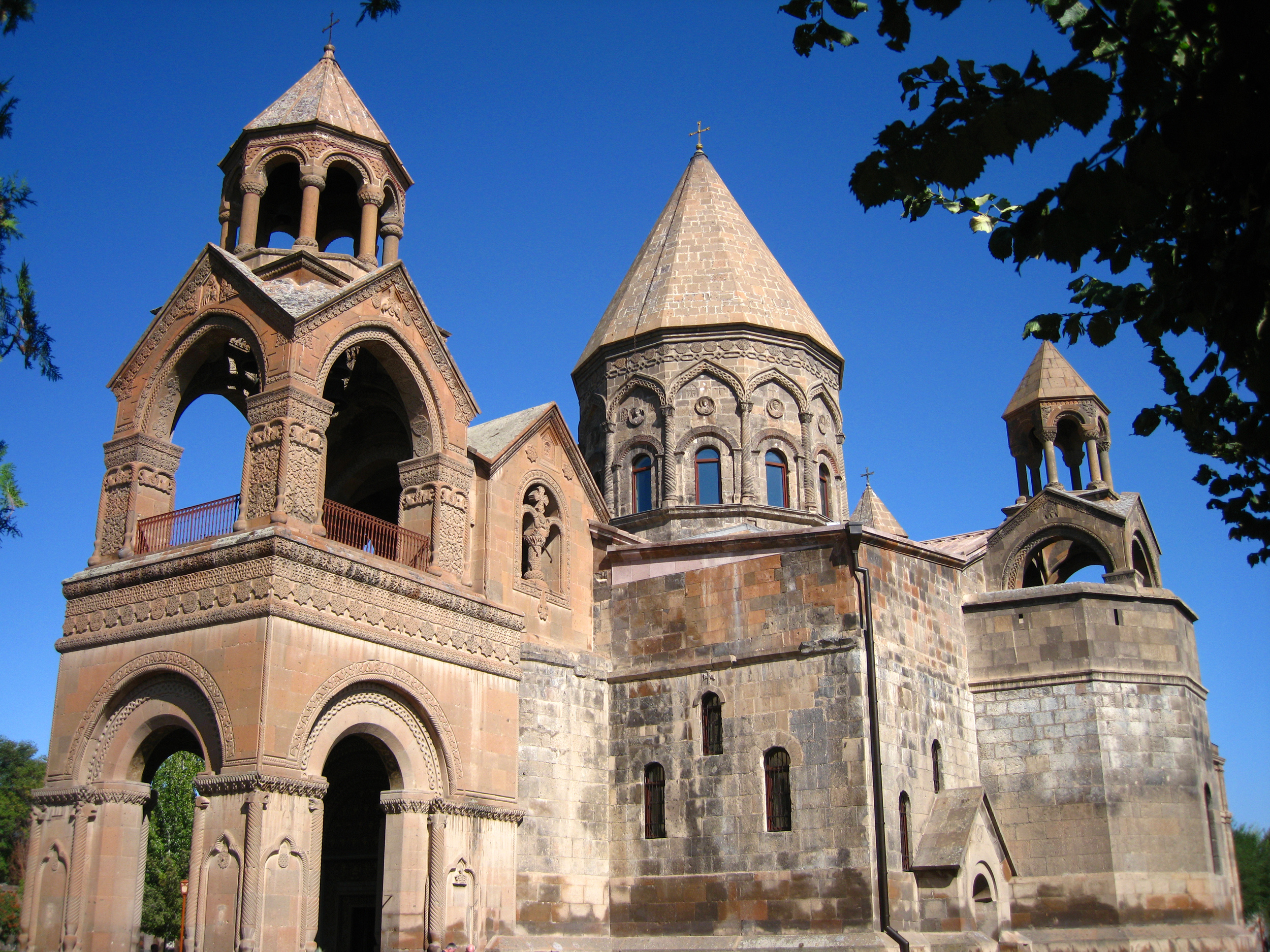
Die Kathedrale von Etschmiadsin (Armenien) gehört seit dem Jahr 2000 zum UNESCO-Weltkulturerbe.

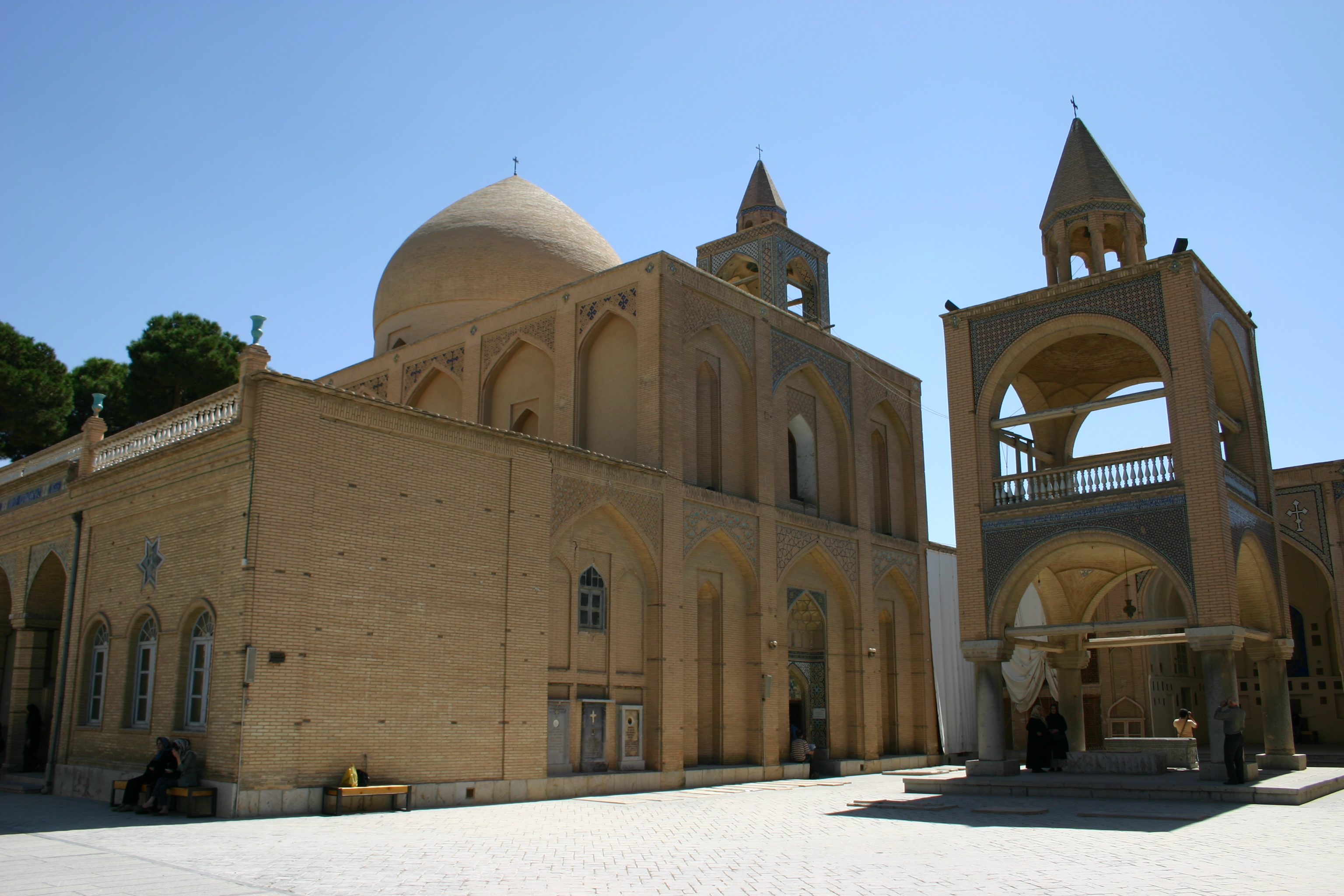
Die armenisch-apostolische Vank-Kathedrale in Isfahan (Iran)

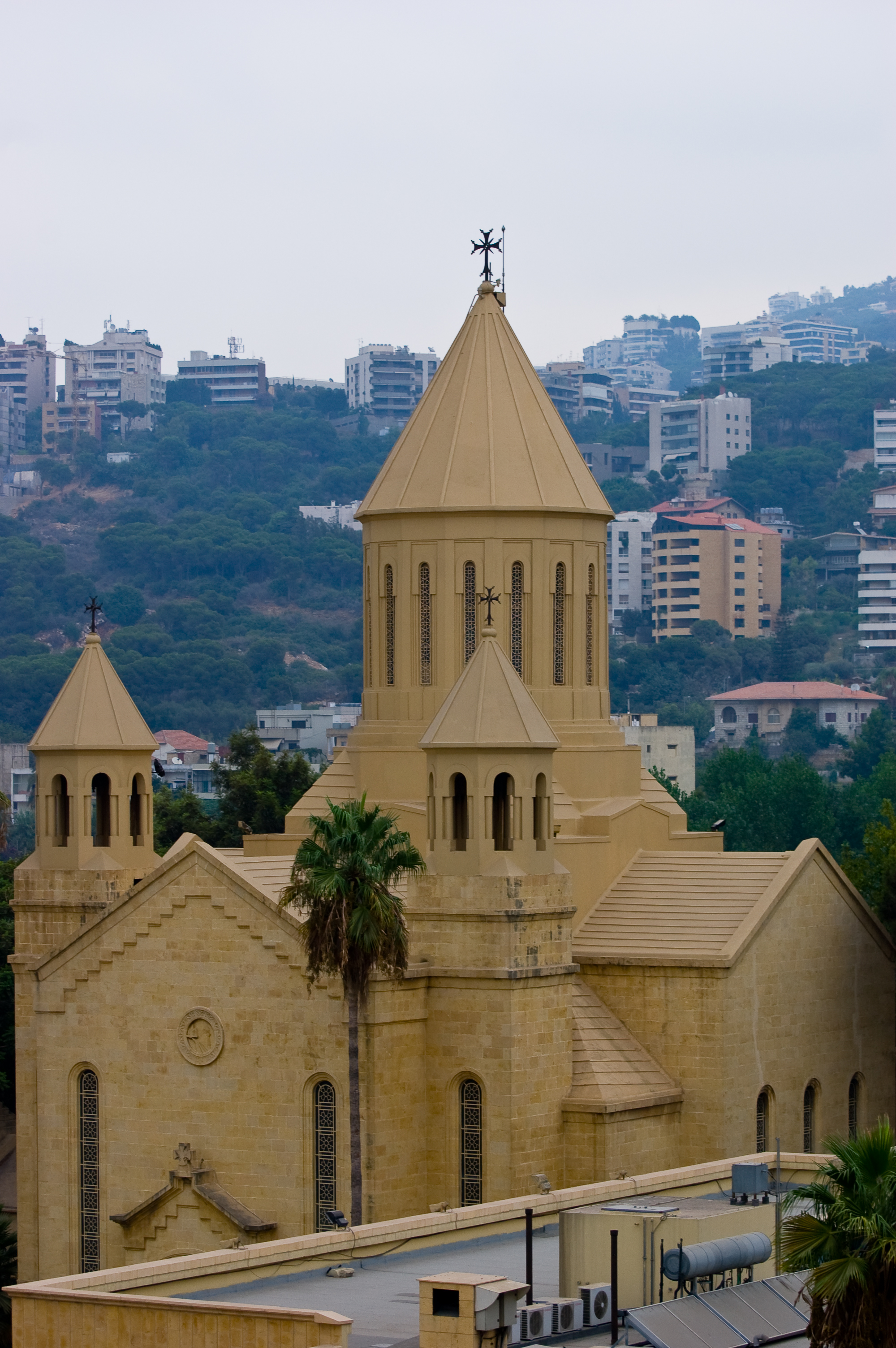
Kirche des Heiligen Gregor des Erleuchters (erbaut 1940), Katholikat von Kilikien in Antelias, Libanon

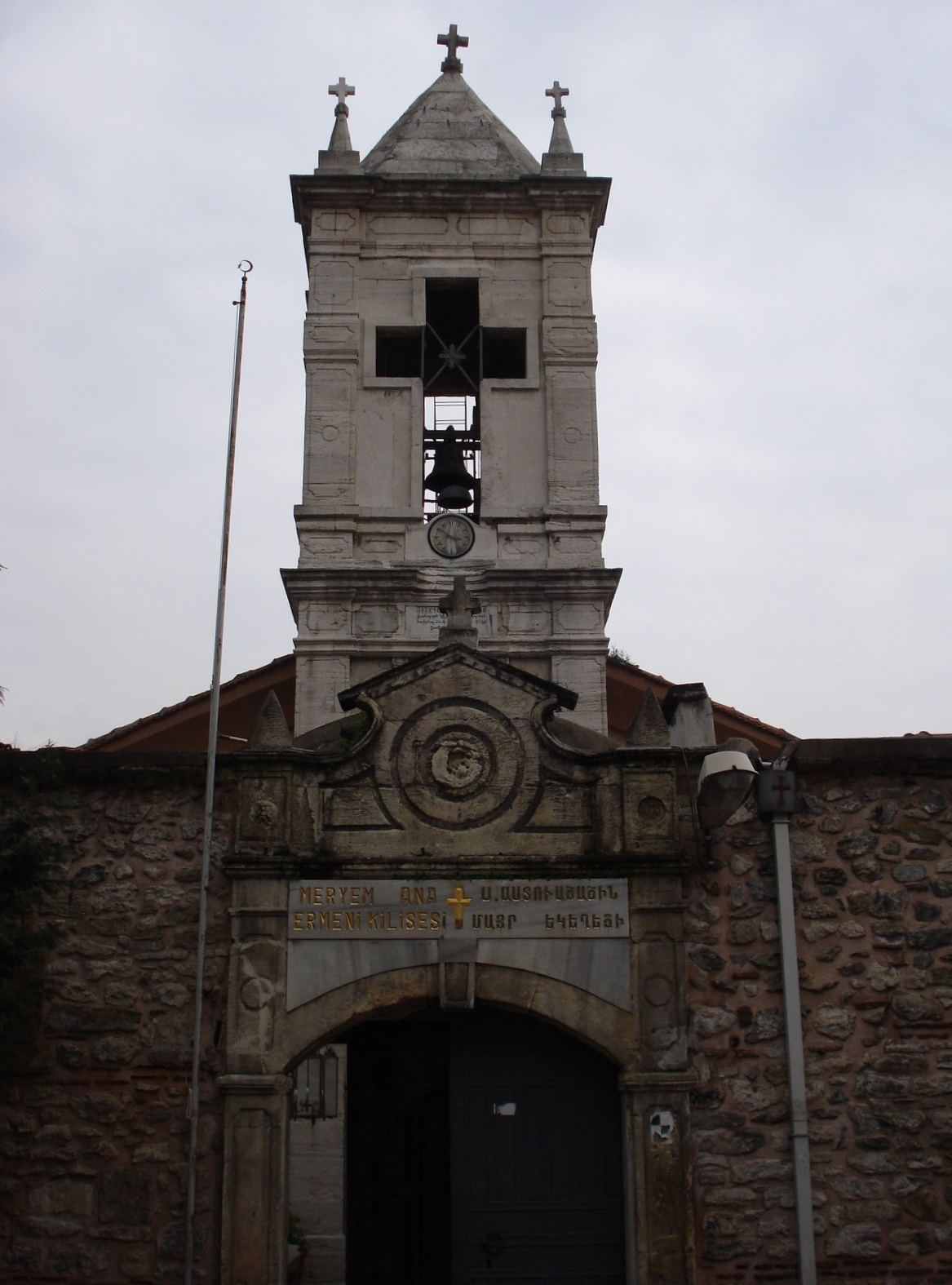
Marienkirche (Surp Asdvadzadzin, Սուրբ Աստվածածին), Patriarchat von Konstantinopel (Istanbul, Türkei)

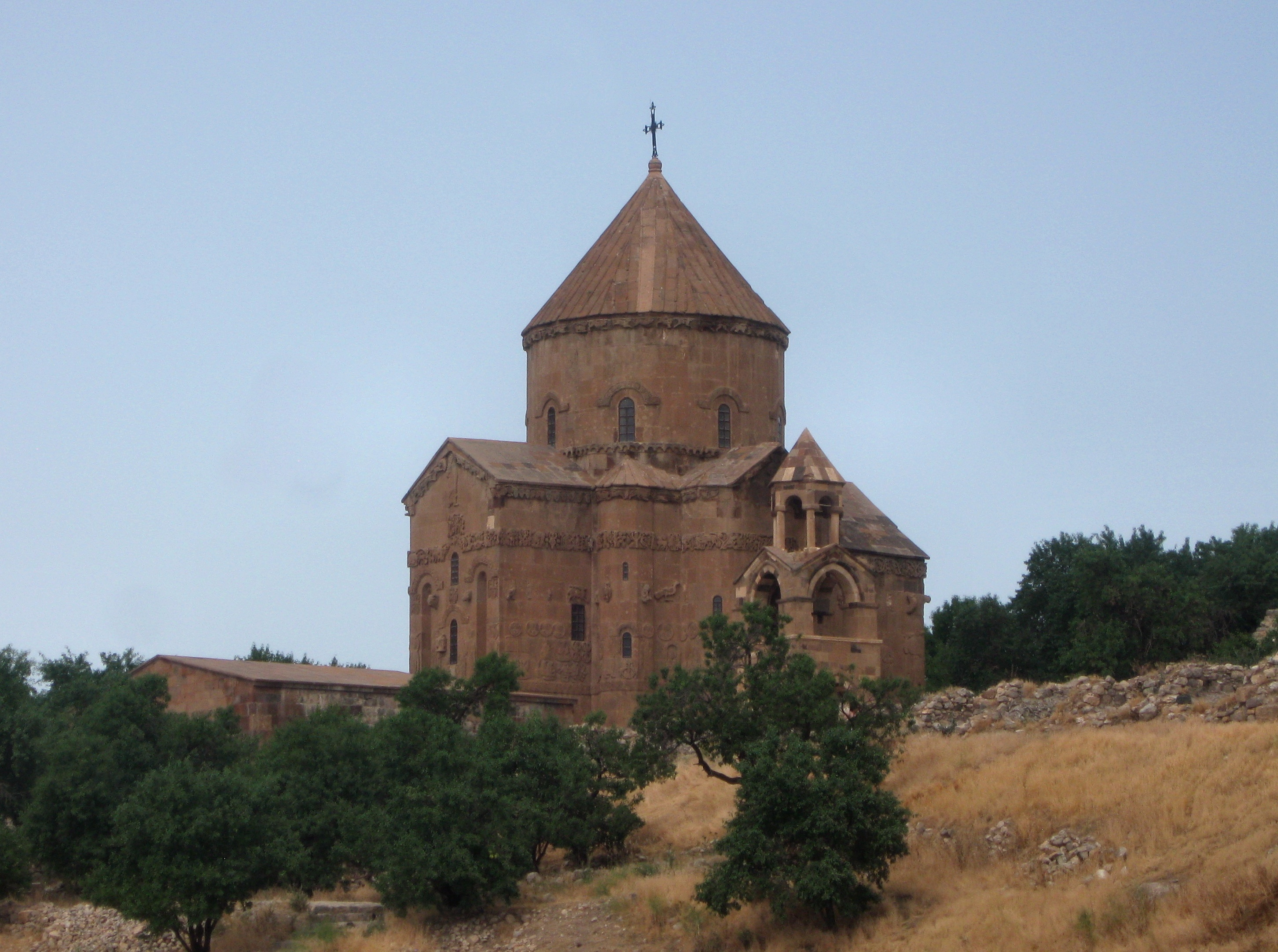
Kirche zum Heiligen Kreuz auf der Insel Akdamar (Vansee, Türkei), 2012, bis 1895 Katholikat von Aghtamar

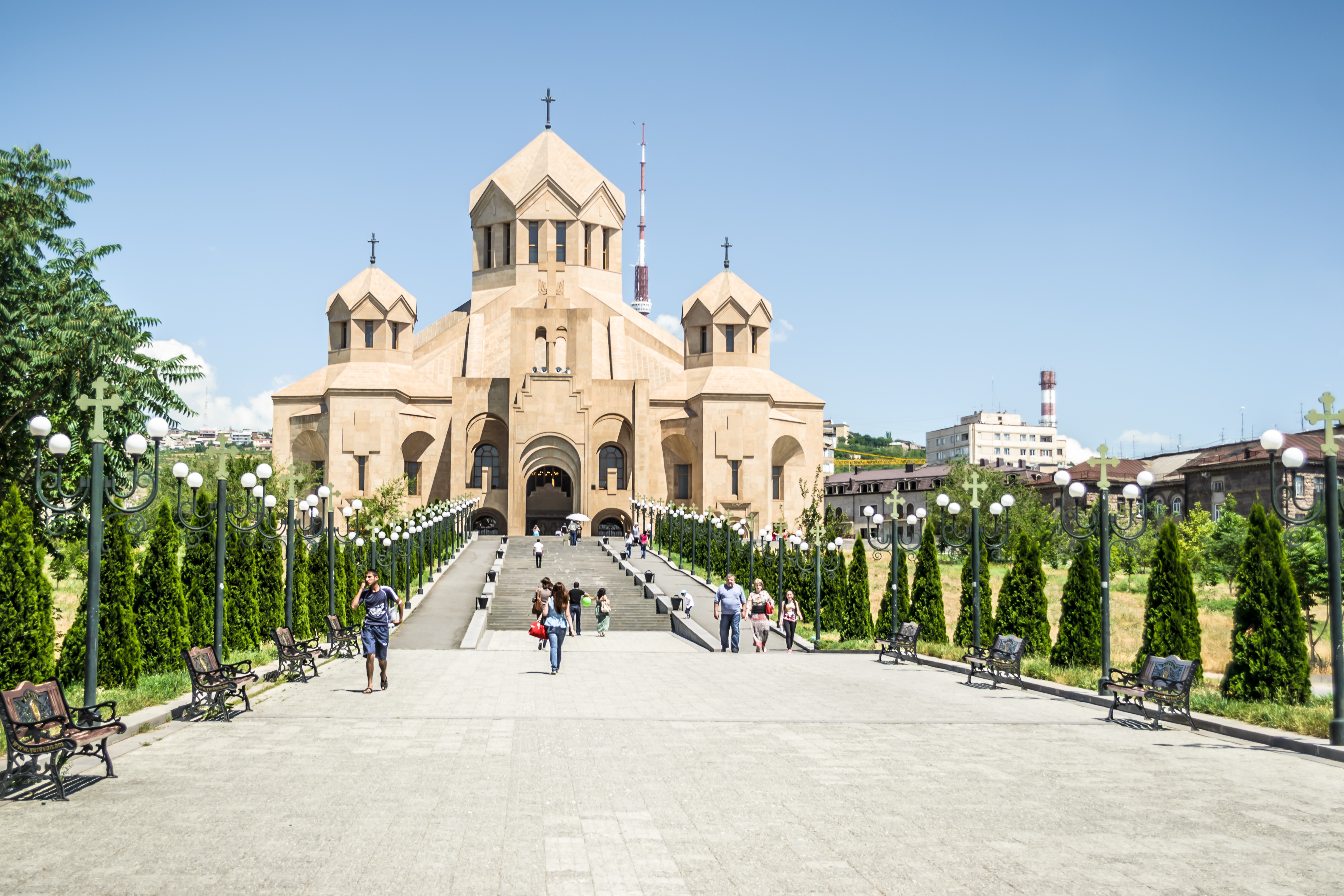
Kathedrale des Heiligen Gregor des Erleuchters in Jerewan, fertiggestellt 2001, derzeit größtes Kirchengebäude der Armenischen Apostolischen Kirche

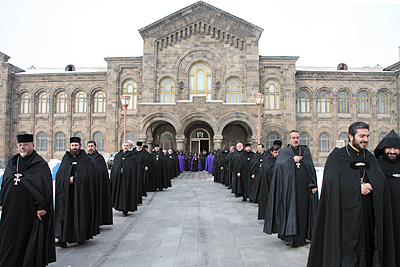
Prozession von Priestern vor dem Katholikospalast in Etschmiadsin

Die Armenische Apostolische Kirche (armenisch Հայ Առաքելական Եկեղեցի, Transkription ostarmenisch: Haj Arakelakan Jekeghezi; offizielle Bezeichnung auch: armenisch Հայաստանյայց Առաքելական Սուրբ Եկեղեցի, Transkription ostarmenisch: Hajastanjajz Arakelakan Surb Jekeghezi, Heilige Apostolische Kirche der Armenier) ist eine altorientalische Kirche mit heute neun Millionen Armeniern in zwei Katholikaten (Etschmiadsin, Sis), zwei Patriarchaten (Jerusalem, Konstantinopel) und rund 30 Diözesen, davon neun in Armenien.

## Geschichte
Die Armenische Apostolische Kirche ist die älteste „eigenberechtigte“ (sui juris) Staatskirche der Welt. Sie beansprucht, auf apostolische Gründung zurückzugehen. Der Überlieferung nach haben die Apostel Judas Thaddäus und Bartholomäus in der zweiten Hälfte des ersten Jahrhunderts in Armenien gepredigt, christliche Gemeinden gegründet und das Martyrium erlitten. Die erste Erwähnung armenischer Christen findet sich in der um 197 verfassten Streitschrift „Adversus Judaeos“ von Tertullian.
Der Name „Gregorianische Kirche“ leitet sich vom Schutzpatron des armenischen Volkes, Gregor dem Erleuchter, d. h. dem Täufer ab. Nach einer retrospektiven Interpretation von „Agathangelos“ aus dem 5. Jahrhundert soll König Trdat III. durch Gregor auf wundersame Weise von einer schweren Krankheit geheilt und dadurch bekehrt worden sein, das Christentum wurde zur armenischen Herrschaftsreligion. Das datiert die spätere Überlieferung auf das Jahr 301, also auf eine Zeit vor der konstantinischen Wende, um Trdat noch vor dem römischen Kaiser Konstantin zum ersten christlichen Herrscher der Geschichte zu erklären. Nach der historischen Forschung bekannte sich König Trdat aber um 314 zum christlichen Glauben. Er soll begonnen haben, alte Kultstätten zu zerstören und darauf christliche Kirchen erbauen zu lassen. Den ersten Kirchenbau ließ Gregor der Legende nach in Aschtischat errichten, die Gründung der ersten Kirche in Etschmiadsin wird ebenfalls auf Gregor zurückgeführt.
Die Legende besagt, dass die Armenier Gregor den Löwen zum Fraß vorgeworfen hatten, da dieser den christlichen Glauben predigte. Doch die ausgehungerten Löwen hätten Gregor nicht gefressen; das deuteten die Armenier als ein Zeichen Gottes, und sie wurden zu Christen. Mesrop Maschtoz schuf das armenische Alphabet und übersetzte in dieser Schrift Teile der Bibel ins Armenische. Die Lehre des (Reichs-)Konzils von Chalcedon 451, an dem kein Bischof aus Armenien teilgenommen hatte, wurde von der Synode der Armenischen Apostolischen Kirche im Jahr 506 abgelehnt. Aus diesem Grunde wird die Armenische Apostolische Kirche zusammen mit der koptischen, äthiopischen, eritreischen, syrisch-orthodoxen und malankarischen Kirche zu den vorchalcedonischen (monophysitischen) Kirchen unter den „Orientalisch-orthodoxen Kirchen“ oder Altorientalischen Kirchen gerechnet.
Im 5. Jahrhundert begründete Euthymius, ein Armenier aus Melitene, das Klosterleben in der Judäischen Wüste. Zahlreiche Klöster in Jerusalem hatten bis in die Neuzeit ganz oder zum Teil armenische Bewohner. Erst die Verfolgung der sogenannten „Monophysiten“, zu denen auch die armenischen Christen zählten, unter den Kaisern Justin I. und Justinian I. spaltete die Jerusalemer Christenheit in eine orthodoxe und eine armenische Konfession. Nach der Besetzung Jerusalems durch die Sassaniden (614–628) beteiligten sich Armenier in großem Umfang am Wiederaufbau der heiligen Stätten.
Im Mittelalter übereigneten armenische Könige ihre Herrschaftsgebiete in Kaukasien mehr oder weniger freiwillig an das Byzantinische Reich und ließen sich mit ihrer Gefolgschaft vor allem in Kappadokien nieder. In der Folgezeit entstand in Kilikien das Königreich von Kleinarmenien. Die Kirchenleitung folgte dieser Bewegung. Infolgedessen residierte der „Katholikos der Armenier“ in Kilikien die längste Zeit, bis Anfang des 20. Jahrhunderts, in Sis. Heute hat das Katholikat von Kilikien sein Zentrum in Antelias (Libanon).
Die im Osten („Groß-Armenien“) verbliebenen Armenier begründeten im 12. und 15. Jahrhundert Katholikate in Aghtamar, Gandsassar und Etschmiadsin, von denen schließlich das letztere (ab 1828 unter russischer Herrschaft) die führende Stellung innerhalb der Armenischen Apostolischen Kirche erlangen konnte.
Es gibt heute eine große armenische Diaspora, wodurch sich die Armenische Apostolische Kirche weltweit verbreitet hat.

### 20. Jahrhundert

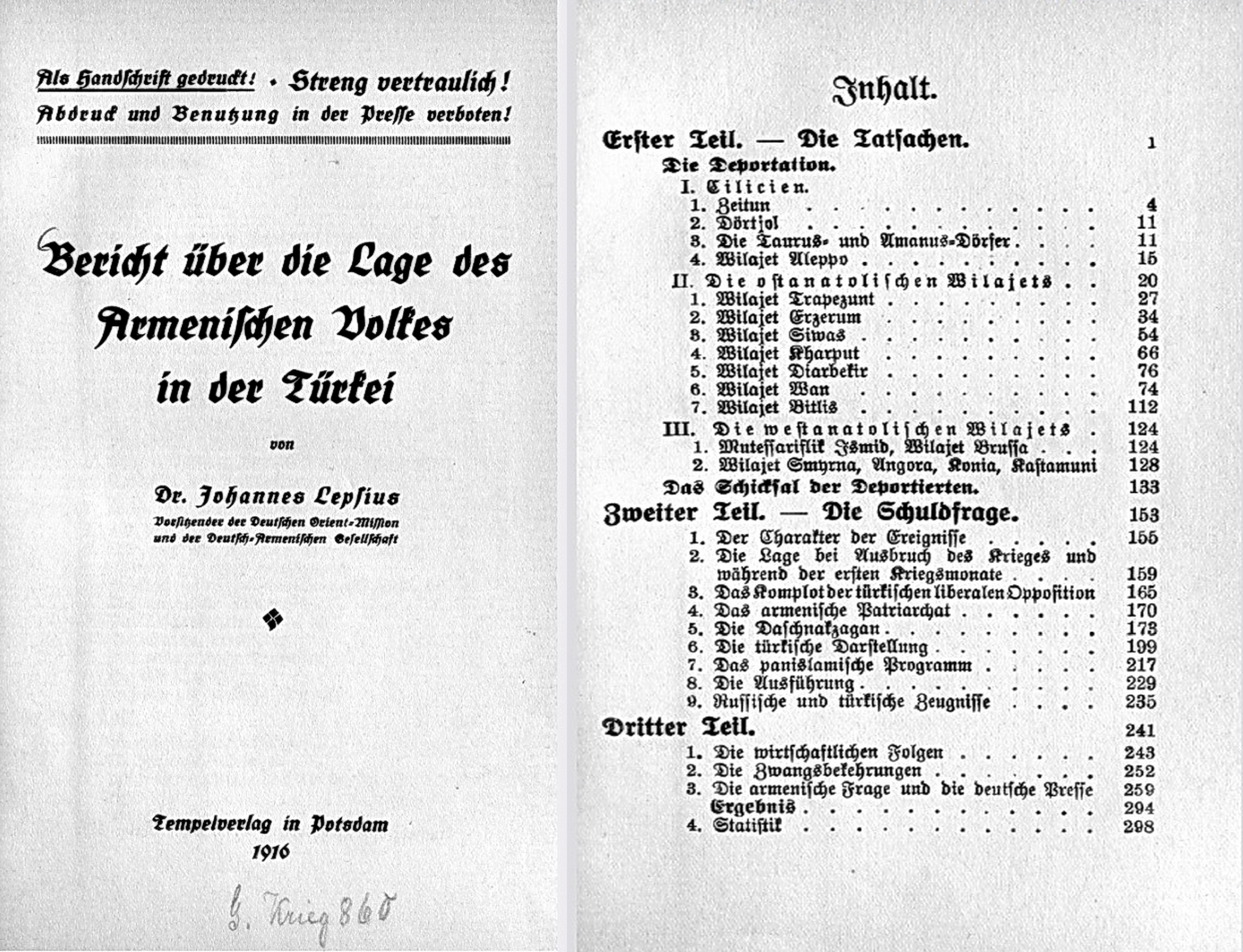
Titelblatt und Inhaltsangabe der Dokumentation von Johannes Lepsius, 1916

Der Völkermord an den Armeniern (auch Armenozoid genannt) war einer der ersten systematischen Genozide des 20. Jahrhunderts.
Die Oktoberrevolution 1917 wirkte sich nach drei Jahren auf Armenien aus: 1920 wurde die selbständige Republik Armenien in eine sowjetische sozialistische Republik umgewandelt. Ende des Jahres änderte sich die Situation für kirchliche Einrichtungen. Alle kulturellen Einrichtungen wurden verstaatlicht und religiöse Gegenstände in der Öffentlichkeit verboten. In der folgenden Zeit wurde der Atheismus propagiert. Um dieser Propaganda entgegenzutreten, bildete sich eine Gruppe unter dem Namen „Lebende Kirche“, angeführt von dem Erzpriester Alexander Vedenskij. Da die Ziele dieser Gruppierung allerdings nicht mit denen der armenischen Kirche zusammenzuführen waren, fand sie keinen Anklang und verschwand bald wieder. Der Katholikos Geworg V. führte seine Arbeit trotz des Drucks durch die sowjetische Regierung bis zu seinem Tod am 9. Mai 1930 fort.
Nach seinem Tod wurde im November 1932 Erzbischof Choren Owanesowitsch Muradbegjan neuer Katholikos. Stalins Macht nahm zu und die Lage in Armenien wurde unerträglich. 1936 beseitigte das sowjetische Regime hunderte Intellektuelle, Schriftsteller, Künstler, Kleriker und Staatsmänner. Choren wollte 1937 den Patriarchen von Kilikien, Jerusalem und Konstantinopel sowie allen armenischen Bischöfen seine Pläne für eine Reform vorstellen. Doch durch seinen plötzlichen Tod 1938 kam es nicht dazu. Die Umstände seines Todes sind nicht genau geklärt; es gibt allerdings verschiedene Vermutungen. Zum einen wird von einem Herzinfarkt berichtet, zum anderen aber auch davon, dass er erdrosselt oder vergiftet worden sei. Dabei wird angenommen, dass die Taten von der sowjetischen Regierung ausgeübt worden sind.
Aufgrund der Unterstützung der sowjetischen Armee durch die armenische Kirche und der hohen und verlustreichen Beteiligung von Armeniern bei der Verteidigung der Sowjetunion – viele Armenier erhofften sich eine Revanche für die Unterstützung des Osmanischen Reichs durch das deutsche Kaiserreich im Ersten Weltkrieg – kam es im Zweiten Weltkrieg zu einer Verbesserung der Lage der Kirche. Erzbischof Geworg Chatschaturowitsch Tschorektschjan, der spätere Katholikos Geworg VI., rief zu einer Spendenaktion in der Diaspora (v. a. in Syrien, Libanon, Iran und in den USA) auf, aus deren Erträgen das nach einem Nationalhelden benannte 119. selbstständige Panzerregiment Sasunc'i Dawit finanziert wurde. Dieses wurde am 29. Februar 1944 der sowjetischen Armee unterstellt. Am 19. April 1945 erhielt Georg VI. die Gelegenheit zu einem persönlichen Gespräch mit Stalin, in dem es vermutlich um folgende Probleme des armenischen Volkes ging:
1. Reorganisation der Diözesen innerhalb des sowjetischen Armeniens,
2. Wahl eines neuen Katholikos,
3. Wiedereröffnung des Priesterseminars.

Genaue Aufzeichnungen über das Gespräch zwischen Georg VI. und Stalin gibt es nicht. Zehn Tage nach diesem Zusammentreffen marschierte die sowjetische Armee in Berlin ein. Nach Ende des Krieges 1945 wurde Georg mit der „Medaille für die Verteidigung des Kaukasus“ ausgezeichnet. Ende 1944 hatte er Delegierte aus allen armenischen Diözesen zur Wahl eines neuen Katholikos eingeladen. Am 22. Juni 1945 wurde Georg schließlich zum neuen Katholikos gewählt. Während seiner Regierungszeit wurde die Kongregation wiederbelebt und am 1. November 1945 das 1917 geschlossene Seminar von Etschmiadsin wiedereröffnet. Außerdem reorganisierte Georg die Diözesen von Armenien. Bis zu seinem Tod am 9. Mai 1954 setzte er sich erfolgreich für die Wiederetablierung der armenischen Kirche ein.
Am 30. September 1955 wurde Wasgen I. zum Katholikos gewählt. Dieser führte die mit Georg VI. begonnene Erneuerungsbewegung fort. Nach der Unabhängigkeit der Republik Armenien vereidigte er 1991 deren ersten Staatspräsidenten Lewon Ter-Petrosjan. Wasgen starb am 18. August 1994 in hohem Alter. Ihm folgte der aus Kessab in Syrien stammende Katholikos von Kilikien, Karekin Sarkissian, als Karekin I. im Amt des Katholikos von Etschmiadsin nach. Dessen Versuch, die beiden Katholikate zu einem zu vereinigen, scheiterte jedoch. Karekin I. ordinierte am 1. Juli 1995 Aram Keschischjan zum Katholikos von Kilikien. Karekin Sarkissian starb bereits 1999 an Krebs. So wurde am 27. Oktober 1999 Karekin Nersissjan als Karekin II. Katholikos in Etschmiadsin.

## Rückgabe konfiszierter Immobilien

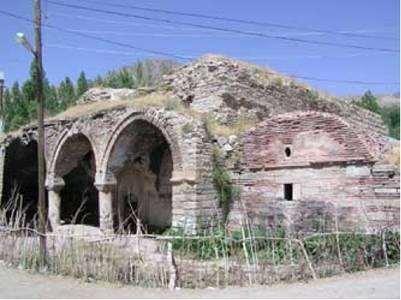
Die Rückgabe der Klosterruinen von Varagavank bei Van an die Armenische Apostolische Kirche und der Wiederaufbau des Komplexes gehören zu den Forderungen der armenischen Kirche und verschiedener Oppositionsgruppen in der Türkei

Im August 2011 entschied der damalige türkische Ministerpräsident Erdoğan durch einen Erlass, den christlichen Minderheiten der Türkei, darunter der Armenischen Apostolischen Kirche, in der Vergangenheit konfiszierte Immobilien und Sakralbauten zurückzugeben. Der Patriarch von Konstantinopel Bartholomäus I. und Vertreter der Europäischen Union reagierten positiv und lobten die Entscheidung als Wiedergutmachung von früherem Unrecht. Die Rückgabe der konfiszierten Immobilien ist eine Forderung der EU in den Beitrittsverhandlungen der Türkei mit der Europäischen Union. 

Andere Forderungen, darunter die Ausbildung von Priestern der Armenisch Apostolischen Kirche in der Türkei, bleiben unerfüllt.

## Bistümer
- Katholikat aller Armenier von Etschmiadsin (Katholikos von Armenien) mit Anatolia, Aradznortaran, Aragazotn, Ararat, Armavir, Athen, Bagdad, Buenos Aires, Bukarest, Damaskus, Gegharkunik, Genf, Georgien, Kairo, Karabag, Kiew, Köln (Diözese der Armenischen Kirche in Deutschland), Kotajk, Kukark, London, Los Angeles, Lyon, Marseille, Mitteleuropa-Schweden, Montevideo, Montreal, New York, Nor-Nachicevan, Russland, Schirak, Sjunik, Ukraine, São Paulo, Schweiz, Sofia, Sydney, Wien (Diözese für Mitteleuropa und Skandinavien)

- Katholikat von Kilikien: Sis, heute Hauptsitz in Antelias (Libanon) mit: Aleppo, Beirut, Culfa, Kanada, Kuwait, Täbris, Teheran, Venezuela, Zypern

- Patriarchat von Jerusalem: Jerusalem, Amman

- Patriarchat von Konstantinopel: Istanbul, Diyarbakır, Scutari

## Kult

### Gottesdienstordnung und Heilige Liturgie
Die Armenische Kirche ist eine singend betende Kirche. Die Feier der Hl. Liturgie findet sonntäglich statt. Neben dieser gibt es in der Armenischen Kirche neun Tagzeitengebete. Diese bestehen aus dem Nachtgebet, dem Morgengebet, dem Sonnenaufgangsgebet, dem Gebet zur dritten Stunde, dem Gebet zur sechsten Stunde, dem Gebet zur neunten Stunde, der Abendandacht, dem Friedensgebet und dem Ruhegebet.
Die Heilige Liturgie wird nach dem Messbuch der Armenisch-Apostolischen Kirche gefeiert. Wie in diesem beschrieben besteht die Heilige Liturgie aus vier Teilen: Der Vorbereitung, der Synaxis bzw. dem Wortgottesdienst, der Heiligen Liturgie bzw. dem Opfergottesdienst und schließlich dem Segen und der Entlassung. Die Vorbereitung besteht aus der Beichte, der Bekleidung, der Handwaschung, dem Antritt und der Prothesis (Zurüstung). Charakteristisch für die Synaxis sind der Eintritt, Trishagion (Preisung der Dreifaltigkeit), die Lesungen und das Glaubensbekenntnis. In der Armenischen Kirche sind drei Glaubensbekenntnisse im Gebrauch: das Glaubensbekenntnis von Nicäa-Konstantinopel, das Taufbekenntnis und das Glaubensbekenntnis Grigor Tatevatzis (14. Jahrhundert). Im Wortgottesdienst wird von dem Glaubensbekenntnis von Nicäa Gebrauch gemacht. Es folgt die Hl. Liturgie bzw. der Opfergottesdienst. Dieser besteht aus der Opferung, dem Friedensgruß, der Heiligung, dem Gedenken und dem Abendmahl. Der Gottesdienst wird mit der Danksagung, der Lesung des letzten Evangeliums, dem Segensgebet und der Entlassung beendet.
Geistliche können verheiratet sein oder zölibatär leben. Die Heilige Liturgie darf nur von einem geweihten Geistlichen geleitet werden; am Altar assistieren ihm Diakone. Die anwesende Gemeinde trägt auch zur Feier bei. Traditionsgemäß ist ihre Stimme durch den Gesang der Akolythen oder des Chores vertreten, in dem alle Getauften Mitglied sein dürfen. Die Kirchenmusik der armenischen Kirche basiert nicht auf der Grundlage einer europäischen Tonart, sondern auf einem Tetrachordensystem. Hierbei ist reine Quarte die vorherrschende Quarte, deren Anfangs- und Endton gleich bleiben. Sechs dieser Quarten bilden die armenischen Melodien.
Tukh Manuk ist ein in der Volksreligion verehrter schwarzer Jüngling, der aus vorchristlichen Mythen übernommen wurde und an manchen Schreinen verehrt wird.

### Kirchliche Kunst
Der christliche Glauben der Armenier spiegelt sich sowohl in der Architektur als auch in Skulpturen und Malerei wider. Die architektonische Blütezeit fällt mit der staatlichen Unabhängigkeit zusammen in das 9. bis 11. Jahrhundert. Der besondere armenische Stil weist dabei Einflüsse aus Syrien, Persien und Byzanz auf. Typisch für den armenischen Baustil sind die „gewölbten Decken“, die Verwendung eines Bruchsteingemisches und „rasch abbindendem Mörtel“, die detailreichen großen Flächen der Außenfassaden, welche durch Säulen und Bögen gegliedert werden, demgegenüber die unregelmäßigen Innenwände der Kirche. Des Weiteren ist der Grundriss charakteristisch, der aus drei kurzen, basikalen Schiffen besteht, welche aber kreuzförmig erweitert werden konnten. Das Gewölbe wird dann mit einem steinernen Satteldach in Kreuzform versehen. Im 7. Jahrhundert kam über die Dachvierung eine Kuppel. In Erinnerung an den Berg Ararat waren diese Kuppeln mit einem steinernen Pyramidendach bekleidet.

### Kirchliche Feiern
- An Surb znund am 6. Januar wird die Geburt Christi entsprechend dem katholischen, protestantischen und orthodoxen Weihnachtsfest und die Taufe Jesu (jrorhnek) gefeiert.
- Trndes, die Darstellung des Herrn, wird 40 Tage nach der Geburt Christi am 14. Februar abends mit einem Freudenfeuer gefeiert.
- Zaghkasard ist der Palmsonntag eine Woche vor Ostern.
- Satik, Ostern
- Hambardsum, Christi Himmelfahrt am 40. Tag nach Ostern
- Wardawar, Fest der Verklärung Christi, 14 Wochen nach Ostern
- Surb Chatsch, auch Chatschweraz, die Kreuzerhöhung, wird am nächsten Sonntag zum 14. September gefeiert.